# جوليس كولمان
جوليس كولمان (بالإنجليزية: Jules Coleman)‏ هو فيلسوف أمريكي، ولد في 26 مايو 1947 في الولايات المتحدة.